# Helikopter na človeški pogon
Helikopter na človeški pogon (ang. human-powered helicopter - HPH) je rotorski zrakoplov, ki ga poganja oseba s svojmi mišicami, največkrat s pedaliranjem. Za razliko od letal na človeški pogon so človeško gnani helikopterji manj uspešni, ker je za helikopterski let potrebno večja moč in prenos energije na rotorje je težavnejši.
13. junija 2013 je AeroVelo Atlas izvedel 64 sekund dolg let in dosegel višino 3,3 metra. S tem je dobil nagrado Igor I. Sikorsky Human Powered Helicopter Competition. Plovilo je imelo 4 rotorje, vsak s premerom 20 metrov: Razpon celotnega plovila je bil 47 metrov - večji je bil samo Mil Mi-12.
10. decembra 1989 je Da Vinci III iz Kalifornijske pilotehniške univerzitete izvedel 7,1 sekund dolg let, pri katerem je dosegel višini 20 cm.
Yuri I, ki ga je zgradila skupina študentov Nihon Aero Student Group je leta 1994 izvedel 19,46 sekund dolg let in dosegel višino 20 cm, neuradno je izvedel 24 sekundi dolg let in dosgel višino 70 cm.